# Ariel Wizman

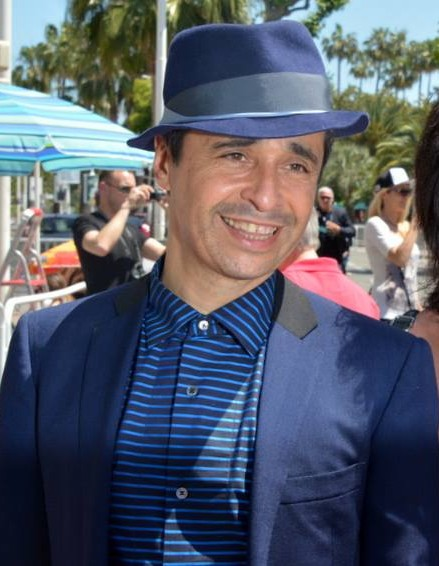
En la edición del 2015 del Festival de Cannes.

Ariel Wizman (Casablanca, 19 de mayo de 1962) es un músico, periodista y presentador de radio y de televisión de francés nacido en Marruecos.
Su familia, como muchas otras familias de origen sefardí de África del Norte, abandonó Marruecos tras la Guerra de los Seis Días y se estableció en Francia. En París, Wizman conoció al filósofo Emmanuel Lévinas y gracias a él, se metió en la École normale israélite orientale. En una fiesta zíngara, se hizo amigo de Édouard Baer. A los dos les gustaba La grosse boule de Radio Nova y colaboraron en numerosos proyectos. 
Ha trabajado para Actuel, Vogue Homme o 20 ans y producido algunos programas de France Culture. En 1995, fue redactor jefe de >Interactif y actualmente es un reconocido Disc jockey.
En la televisión, ha aparecido como redactor de crónicas en Nulle part ailleurs. De septiembre de 2003 a junio de 2005, junto con Stéphane Bern participó en una serie de programas. Actualmente, participa en Tentations.06 de Canal+.
Es miembro del Grand Popo Football Club (con Nicolas Errèra), un dúo de música electrónica. 

## Filmografía
- Iznogoud (2005)
- La face noire des relations publiques. Documental de Ariel Wizman de C+.